# Quatuor Psophos
Le Quatuor Psophos est un quatuor à cordes français créé en 1997 au Conservatoire national supérieur de musique de Lyon.  

## Histoire
Lauréat des concours internationaux d’Osaka, Vittorio Gui de Florence et de Londres, le Quatuor Psophos a reçu l’enseignement du Quatuor Ysaÿe à Paris et de Walter Levine à Bâle. Outre de nombreuses rencontres musicales au sein de l’association ProQuartet, il a pu bénéficier des conseils de maîtres tels que György Kurtag, Hatto Bayerle ou Tainer Schmidt. 
Premier quatuor français sélectionné de la prestigieuse New Generation Artists de la radio BBC 3 à Londres, il se produit chaque année dans de grandes salles comme le Concertgebouw d’Amsterdam, la Cité de la Musique à Paris, le Wigmore Hall de Londres, le Mozarteum de Salzbourg et est invité dans les festivals les plus prestigieux parmi lesquels le City of London Festival, Les Folles Journées (Nantes, Japon, Lisbonne), le festival Musica à Strasbourg, le Festival de l’Epau, l’Orlando Festival aux Pays-Bas ou encore le Festival de Radio-France et Montpellier Languedoc-Roussillon. 
Le quatuor Psophos aime partager la scène avec des artistes comme Cédric Tiberghien, Jean-Marc Luisada, Pascal Moragues, Xavier Phillips, Torleif Thedeen, Dana Ciocarlie, Isabelle Moretti, Nicholas Angelich, le Quatuor Lindsay, Gautier et Renaud Capuçon.
Il est également le partenaire privilégié de compositeurs tels que Nicolas Bacri et Marc Monnet dont il a assuré régulièrement la création d’œuvres. Il a eu l’honneur d’être invité à Cardiff pour jouer le quatuor Ainsi la nuit d’Henri Dutilleux en présence du compositeur.

## Distinctions
- Premier grand prix du Concours international de quatuors à cordes de Bordeaux, 2001
- Nommé dans la catégorie « Meilleur ensemble de l'année » aux Victoires de la musique classique, 2005

## Membres
- Eric Lacrouts, violon (depuis 2009)
- Bleuenn Le Maitre, violon
- Cécile Grassi, alto
- Guillaume Martigné, violoncelle (depuis 2009)

## Discographie
- Collection Déclic Lauréats français de concours internationaux AFAA / Radio France, 2001
- Mendelssohn, Quatuors en fa mineur Op.80 & n°1 en ré majeur Op.44, Harmonia Mundi, 2001
- Intégrale des quatuors de Maurice Ohana, Ar Ré-Sé, 2005
- Dvorak, Quatuor n°14  en la bémol majeur Op.105 et Quintette avec piano en la majeur Op.95, Ar Ré-Sé, 2006
- Webern, Berg, Schoenberg, Harmonia Mundi, 2007
- Nicolas Bacri, Quatuors à cordes n°3, 4, 5, 6, Ar Ré-Sé, 2007
- Beethoven, Quatuor n°11 en fa mineur Op.95 & n°3 en ré majeur Op.18, Aparté, 2011
- Chansons perpétuelles, Naïve Records, 2014 (avec Marie-Nicole Lemieux et Roger Vignoles)
- Media Luz, La Buissonne, 2014 (avec Jean-Marie Machado, Dave Liebman et Claus Stötter)
- Dohnanyi, Quatuor n°1 Op. 7 et Brahms, Quatuor n°1 en do mineur Op. 51, Ar Ré-Sé, 2014